# 59 Herculis
59 Herculis, eller d Herculis, är en misstänkt variabel (VAR:) i Herkules stjärnbild.
Stjärnan har visuell magnitud +5,25 och varierar utan någon fastställd amplitud eller periodicitet.